# Frankenstein (miniserie, 2004)
Frankenstein, amerikansk miniserie från 2004. Serien sändes i 3 avsnitt.

## Om miniserien
Frankenstein regisserades av Kevin Connor. Manuset skrevs av Mark Kruger och baseras på Mary Shelleys roman Frankenstein från 1818.

## Rollista (urval)
- Luke Goss - Frankensteins monster
- Alec Newman - Victor Frankenstein
- Julie Delpy - Caroline Frankenstein
- Nicole Lewis - Elizabeth Frankenstein
- Monika Hilmerová - Justine
- Donald Sutherland - kapten Walton
- William Hurt - professor Waldman